# Лиманский (Ростовская область)
Лима́нский — хутор в Семикаракорском районе Ростовской области.
Входит в состав Золотаревского сельского поселения.

## География
Хутор расположен на правом берегу Садковского канала.

## Население
| 2010 |
| ---- |
| 391  |

## Улицы
| - ул. Садовая - ул. Степная - ул. Школьная | - пер. 1-й - пер. 2-й |